# Nasalevți, Pernik
Nasalevți (în bulgară Насалевци) este un sat în comuna Trăn, regiunea Pernik,  Bulgaria. 

## Demografie
Componența etnică a satului Nasalevți
     Bulgari (43,75%)
     Nicio identificare (56,25%)
     Altele (0%)
La recensământul din 2011, populația satului Nasalevți era de 16 locuitori. Nu există o etnie majoritară, locuitorii fiind  și bulgari (43,75%). Pentru 56,25% din locuitori nu este cunoscută apartenența etnică.